# Atarbekovka
Atarbekovka (en georgiano: ათარბეკოვკა) o Uadabaara (en abjasio: Уадабаара) es una aldea que pertenece a la parcialmente reconocida República de Abjasia, parte del distrito de Gulripshi, aunque de iure pertenece al municipio de Gulripshi de la República Autónoma de Abjasia de Georgia.

## Toponimia
Entre 1935 y 1957 su nombre oficial fue Konsovjoz (en georgiano: კონსოვჩოზ) y desde entonces hasta 1969, su nombre cambió a Otoriani (en georgiano: ოტორიანი). 

## Geografía
Atarbekovka se encuentra en la llanura del Mar Negro. La aldea se administra desde el pueblo de Dranda.

## Demografía
La evolución demográfica de Atarbekovka entre 1959 y 1989 fue la siguiente:
| 50                                                  | 0 |
| (Fuente: Population of Abkhazia since Soviet times) |   |

Antes de la guerra de Abjasia, la mayoría de la población local eran armenios.